# 霍尔乡
霍尔乡，是中国西藏自治区阿里地区普兰县下辖的一个乡。

## 行政区划
霍尔乡共辖以下地区：
贡珠村、帮仁村。